# 加齐号潜艇 (1964年)
加齊號潛艇（PNS Ghazi S-130），是巴基斯坦海軍的第一艘潛艇。原為美國海軍二次大戰期間服役丁鱥級潛艇之16號艦恶魔鱼号（USS Diablo SS-479），於1964年移交巴海軍，參加了第二次印巴戰爭。首任艇長為卡拉馬特·拉赫曼·尼亞齊中校。
1971年12月4日，該艇在印度維沙卡帕特南港執行佈雷封鎖任務時意外沉沒，包括時任艦長查化·莫哈末·可汗中校在內的11名軍官和82名士兵無一生還。
1975年，巴基斯坦海軍從葡萄牙海軍手里購買了一艘大青花魚級潛艇，繼承了該艇的名字。